# Determinismus
Determinismus je filosofické přesvědčení, že každá událost nebo stav věcí je důsledkem předchozích událostí na principu kauzality a pevně daných zákonitostí.
Znamená to, že vývoj světa je dán posloupností událostí řídících se absolutně platnými přírodními zákony. Existuje tedy pouze jedna možná budoucnost, a tato je teoreticky zcela předvídatelná.
Myšlenka determinismu se poprvé objevuje přibližně v 5. století př. n. l. Příznivci této myšlenky byli zejména atomisté Leukippos a Démokritos, kteří věřili, že vesmír je čistě mechanistický. Později tento názor rozvíjejí stoici jako součást své teorie univerzálního kauzálního determinismu. Výsledné filosofické debaty, které sloučily Aristotelovskou etiku a stoickou psychologii, vedly v rozmezí mezi 1. a 3. stoletím Alexandra Afrodisijského k první debatě o determinismu a svobodě. Tento případ je znám jako paradox svobodné vůle.
Protikladem determinismu je ve filosofii indeterminismus, který se zabývá pravděpodobností, že určitý jev nastane.

## Základní rozdělení

### Kauzální determinismus
Kauzální determinismus představuje názor, že jakákoliv událost nebo stav věci vyžaduje předchozí události a stavy věcí spolu se zákony přírody. Tvrdí tedy, že existuje nepřerušitelný řetězec předchozích událostí směrem zpět až k počátku vesmíru. Kauzální determinismus tímto vylučuje, že se může cokoliv stát bez příčiny, tedy i lidské myšlení, rozhodování a činy jsou součástí řetězce předchozích událostí a mají vliv na události budoucí. Na myšlenky kauzálního determinismu navazuje a rozšiřuje je nomologický determinismus.

### Nomologický determinismus
Nomologický determinismus je jedna z nejznámějších podob kauzálního determinismu. Tvrdí, že minulost a současnost vytváří budoucnost zcela dle přírodních zákonů, tedy, že jakákoliv událost nebo stav věci vychází přesně z předchozích událostí.
Z teorie nomologického determinismu vychází i Gracusův teorém o výpočtu budoucnosti. Gracusův teorém je teorie o možnosti výpočtu i té nejvzdálenější budoucnosti a minulosti. Při absolutním přijetí determinismu si stačí představit dokonalý početní vzorec, který by bral v úvahu všechny částice naší planety nebo jiného prostředí, pro které potřebujeme výpočet realizovat. Musíme také samozřejmě brát v úvahu i okolí daného prostředí, až do vzdálenosti, odkud není ovlivňováno žádnými vlivy. Získáme tudíž izolovanou část pro výpočet. Potom nám pouze stačí analyzovat všechny částice, jejich pohyb, strukturu a vzájemné ovlivnění v izolovaném prostoru v daném čase a usadit do dokonalého vzorce, který by charakterizoval jejich chování. Po dosazení času jiného, by nám mělo teoreticky vyjít postavení částic, jejich chování a struktura v onom čase, ať už minulosti nebo budoucnosti.
S touto myšlenkou bývá také často, avšak mylně spojován francouzský matematik, fyzik a astronom Pierre Simon de Laplace:
„Můžeme považovat přítomný stav vesmíru jako výsledek jeho minulosti a důsledek jeho budoucnosti. Inteligence, která by v daném momentu znala všechny síly, které uvádějí přírodu do pohybu, pozice všech částí, ze kterých se příroda skládá, a navíc by dokázala tato data zanalyzovat, vytvořila by jedinou rovnici pro pohyb největších těles ve vesmíru i nejmenších atomů; pro takovou inteligenci by nic nebylo nejisté a budoucnost i minulost by byla přítomna před jejíma očima.“
Takto popsaná bytost bývá také nazývána Laplaceův démon. Laplace však tento příklad používá ve svých článcích spojených s teorií pravděpodobnosti, jakožto ironickou kritiku absolutního determinismu.
Nomologický determinismus bývá často zpochybňován kvantovou fyzikou, která tvrdí, že částice sledované při mikroskopických procesech na atomové úrovni se chovají indeterministicky a jejich chování lze určit pouze s určitou pravděpodobností.

### Adekvátní determinismus
Adekvátní determinismus je reakcí na výroky kvantové fyziky o indeterministickém chování mikroskopických částic. Tvrdí, že kvantová neurčitost může být zcela ignorována pro případy makroskopického pozorování událostí a stavů věcí. To je způsobeno díky kvantové dekoherenci. Náhodné kvantové události se „zprůměrují“ ve velkém množství částic (kde začínají platit zákony klasické mechaniky).
„Adekvátní determinismus je determinismus Newtonovy fyziky, té fyziky, která dokáže vyslat lidi na měsíc a zpět s překvapivou přesností. Je to determinismus těch fyziologů, kteří si myslí, že kvantová neurčitost je nedůležitá v makromolekulárních strukturách buněčné biologie“.
Stephen Hawking vysvětluje podobný názor: tvrdí, že mikroskopický svět kvantové mechaniky je jednou z determinovaných pravděpodobností. To znamená, že kvantové efekty velmi málokdy ovlivní předpovědi klasické mechaniky, která je poměrně přesná (ačkoliv stále ne zcela přesná) ve větších hodnotách. Něco tak velkého, jako je zvířecí buňka, pak může být „adekvátně determinována“ i přes vliv kvantové neurčitosti.

### Necessitarianismus
Necessitarianismus je také úzce spojen s myšlenkou kauzálního determinismu. Je to metafyzický princip, který u jakékoliv události nebo stavu věci popírá jakýkoliv výskyt více možností než jedné. Dle necessitarianismu existuje pouze jedna jediná možnost, jaký může být stav světa.
“Nic se neděje náhodně, ale vše se děje z racionálního důvodu a potřeby.“ - Democritus

### Predeterminismus
Je filosofický názor, že všechny stavy věcí a události jsou předurčeny. Predeterminismus částečně vychází z kauzálního determinismu v tom, že existuje nepřerušitelný řetězec událostí od počátku k jakémukoliv stavu věci či události. V případě predeterminismu je však tento řetězec předurčen a není možné jej změnit. Tento pojem bývá často používán v biologii a dědičnosti, v kterýžto případech představuje formu biologického determinismu.

### Teologický determinismus
Tato forma determinismu představuje názory, že všechny události a stavy věcí jsou předurčeny se stát (nastat) nějakým druhem nadřazené bytosti (bůh). Existují dvě formy teologického determinismu:
- silný teologický determinismus - založen na konceptu stvořitele, který předpověděl každou událost a stav věcí

- slabý teologický determinismus - založen na konceptu boží znalosti. Protože Bůh je dokonalá bytost, cokoliv Bůh ví o budoucnosti, se bezvýhradně stane, což znamená, že budoucnost je daná.

### Fatalismus
Fatalismus bývá často spojován s determinismem. Fatalismus vychází z myšlenky, že jakákoliv budoucí událost nebo stav věci je dána, tedy se stane. V případě fatalismu je příčinou tohoto dění osud, není zapotřebí kauzálního řetězce ani žádné vyšší moci.

## Determinismus a svobodná vůle
Determinismus bývá často spojován s otázkou svobodné vůle. Filosofové projednávali existenci svobodné vůle i determinismu ve vzájemné souvislosti a tím vznikly čtyři rozdílné názory. Kompatibilisté tvrdí, že myšlenky svobodné vůle a determinismu se v určitém smyslu nevylučují. Další tři inkompatibilistické názory na druhou stranu tuto myšlenku popírají. Tvrdý inkompatibilismus zastává názor, že ani svobodná vůle, ani determinismus nemohou platit. Libertariáni tvrdí, že svobodná vůle existuje a vzhledem k tomu, že je neslučitelná s determinismem, determinismus ve světě neexistuje. Poslední názor, který se nazývá tvrdý determinismus, tvrdí, že determinismus existuje, a vzhledem k tomu, že je neslučitelný s myšlenkou svobodné vůle, svobodná vůle nemůže existovat.

### Tvrdý (těžký) determinismus
Tvrdý determinismus přijímá determinismus a tvrdí, že je neslučitelný s myšlenkou svobodné vůle, tedy, že svobodná vůle neexistuje. Z pohledu tvrdého determinismu jsou lidé pouze biologické stroje, kteří utváří své rozhodnutí a jednání pouze na základě přírodních zákonů a tedy nemohou své rozhodnutí měnit (jsou determinování předchozím stavem světa).
Odpůrci tvrdého determinismu často poukazují na fakt, že tvrdý determinismus odmítá etiku. Klíčovým argumentem je fakt, že pokud má být osoba morálně zodpovědná, musí mít možnost volby mezi dvěma či více alternativami. Pakliže je volba, jak tvrdí determinismus, nemožná, je nesprávné požadovat po někom morální zodpovědnost za jeho/její chování.

### Kompatibilismus
Kompatibilismus, také často nazýván jako měkký determinismus, je filosofický názor, který věří v možnost vzájemného fungování svobodné vůle a teorie determinismu. Kompatibilisté definují svobodnou vůli jako „Svobodu jednat, na základě vlastní motivace.“ To znamená, že člověk není k ničemu nucen ani usměrňován nějakou vnější silou. Arthur Schopenhauer k tomuto tématu prohlásil: „Člověk si může dělat, co chce, ale nemůže chtít, co chce.“ Jinými slovy to znamená, že člověk má sice svobodu jednat dle vlastní motivace, ale podstata motivace je determinována okolnostmi.
Myšlence kompatibilismu je často vytýkána definice svobodné vůle. Inkompatibilisté tvrdí, že to, co představuje kompatibilismus by nemělo být nazváno svobodnou vůlí. Ačkoliv „svoboda jednat“ je bezpochyby požadovaným kritériem pro svobodnou vůli, není to dostačující požadavek. Tito odpůrci dále dodávají, že svobodná vůle by měla znamenat ryzí (absolutní) svobodu volby mezi možnostmi pro utváření názorů, požadavků a činů.

### Tvrdý (těžký) indeterminismus
Tento filosofický názor popírá jak myšlenky determinismu, tak myšlenky svobodné vůle. Dle názoru tvrdého indeterminismu existuje pouze přirozený svět, a ten není deterministický. Události v přirozeném světě nejsou ničím předurčeny (z důvodů kvantové mechaniky) a každá událost může nastat s určitou pravděpodobností. Zároveň žádná událost nemůže být ovlivněna svobodnou vůlí nějakého organismu, ani nemůže být zcela předurčena čímkoliv jiným.

### Libertarianismus
Libertarianismus je inkompatibilistická filosofická pozice. Tento názor tvrdí, že svobodná vůle je zcela neslučitelná (z angl. incompatible) s deterministickým vesmírem. Libertarianisté se drží konceptu svobodné vůle, která umožňuje bytostem více než jedinou možnou akci determinovanou okolnostmi.
Existenci svobodné vůle vysvětlují dvěma způsoby:
- První z nich tvrdí, že procesy v mozku, které vedou k tvorbě rozhodnutí, nemají čistě fyzické vysvětlení, a tedy, že svět není uzavřen fyzikálními zákony. Filosofové zastávající tento názor se domnívají, že nějaká nefyzická entita (mysl, vůle nebo duše) překonává fyzikální kauzalitu.

- Druhé vysvětlení poukazuje na probabilistické chování subatomárních částic.

Kritici této myšlenky často napadají, obdobně jako v případě kompatibilismu, koncept svobodné vůle.